# 북동부구 (보츠와나)

북동부구

북동부구(영어: North-East District)는 보츠와나 동부에 위치한 구로, 행정 중심지는 프랜시스타운이며 면적은 5,120km2, 인구는 132,422명(2001년 기준)이다. 북쪽과 동쪽으로는 짐바브웨와 국경을 맞대고 있으며 남쪽과 서쪽으로는 중부구와 인접해 있다.